# Willy Fischler

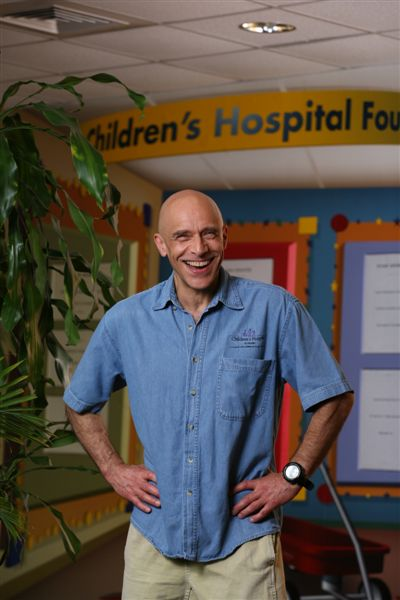
Willy Fischler

Willy Fischler (* 1949 in Antwerpen) ist ein aus Belgien stammender US-amerikanischer theoretischer Physiker, der sich insbesondere mit Stringtheorie und Elementarteilchenphysik befasst.
Fischler wurde 1976 an der Université libre de Bruxelles promoviert. Er war an der University of Pennsylvania und ist Jane and Robert Blumberg Centennial Professor für Physik an der University of Texas at Austin, wo er zur Theoriegruppe von Steven Weinberg gehört. Anfang der 1980er Jahre war er auch am Institute for Advanced Study.
1981 schlug er mit Michael Dine und Mark Srednicki eine Modifikation des Peccei-Quinn-Mechanismus zur Lösung des CP-Problems der starken Wechselwirkung vor mit leichtem, nur schwach mit gewöhnlicher Materie wechselwirkendem Axion (Invisible Axion). In den 1980er Jahren arbeitete er auch mit Dine und anderen über dynamischen Bruch der Supersymmetrie.
Mit Stephen Shenker, Tom Banks und Leonard Susskind war er 1997 Mitautor eines Vorschlags zur M-Theorie in nichtstörungstheoretischer Formulierung als Matrix-Modell in einer 11-dimensionalen Raumzeit.
Fischler, der ursprünglich Medizin studieren wollte, arbeitet in Teilzeit als (staatlich geprüfter) Paramedic in Marble Falls.